# Římskokatolická farnost Přídolí
Římskokatolická farnost Přídolí je územním společenstvím římských katolíků v rámci českokrumlovského vikariátu českobudějovické diecéze.

## O farnosti

### Historie
V roce 1259 se Přídolí stalo majetkem cisterciáckého kláštera ve Vyšším Brodě. Klášter zde ve 14. století založil samostatnou duchovní správu (tzv. plebánii). Roku 1661 se uvádí farnost, inkorporovaná vyšebrodskému klášteru. Cisterciáčtí kněží zde působili až do 20. století. V 19. století zde působil jako kaplan historik, P. Rafael Michael Pavel, O.Cist., a v letech 1939–1940 zde byl kaplanem P. Engelbert Blöchl, O.Cist., který později zemřel v nacistickém koncentračním táboře).

### Současnost
V současné době není farnost Přídolí obsazena sídelním knězem, duchovní správa je vykonávána diecézním duchovenstvem z prelatury v Českém Krumlově.
| Kostel              | Místo   | Bohoslužba | Bohoslužba | Poznámka     |
| ------------------- | ------- | ---------- | ---------- | ------------ |
| Kostel sv. Vavřince | Přídolí | neděle     | 11.00      | farní kostel |